# Snow (альбом Angus & Julia Stone)
| Совокупная оценка       | Совокупная оценка |
| Источник                | Оценка            |
| ----------------------- | ----------------- |
| AnyDecentMusic?         | 5.5/10            |
| Оценки критиков         |                   |
| Источник                | Оценка            |
| AllMusic                | [ 2 ]             |
| The Irish Times         | [ 3 ]             |
| The Line of Best Fit    | 7.5/10            |
| The Music AU            | [ 5 ]             |
| The Observer            | [ 6 ]             |
| Renowned for Sound      | [ 7 ]             |
| Rolling Stone Australia | [ 8 ]             |

Snow — четвёртый студийный альбом австралийского дуэта Angus & Julia Stone, вышедший 15 сентября 2017 года на лейбле EMI Music Australia в Австралии и Nettwerk в США. Диск получил золотую сертификацию в Австралии, а также получил две номинации на премии ARIA Music Awards.

## Об альбоме
Выходу альбома предшествовали выход титульного трека и «Chateau» в качестве синглов. «Chateau» сопровождался видеоклипом, поставленном режиссёром Джесси Хилл. Альбом был полностью написан участниками дуэта и записан на домашней студии Angus Stone's Byron Bay.
Два трека из альбома были избраны слушателями австралийской радиостанции Triple J и вошли в сотню лучших песен 2017 года Triple J Hottest 100, 2017: «Chateau» (№ 3) и «Snow» (№ 98).
Альбом получил положительные отзывы музыкальных критиков и интернет-изданий: Rolling Stone Australia, The Irish Times.
На церемонии ARIA Music Awards of 2018 альбом получил две номинации в категориях Best Blues and Roots Album и Best Independent Release.

## Чарты
| Чарт (2017)                            | Высшая позиция |
| -------------------------------------- | -------------- |
| Австралия (ARIA)                       | 2              |
| Австрия (Ö3 Austria)                   | 51             |
| Бельгия/Фландрия (Ultratop)            | 16             |
| Бельгия/Валлония (Ultratop)            | 11             |
| Канада (Canadian Albums Chart)         | 64             |
| Нидерланды (Album Top 100)             | 17             |
| Франция (SNEP)                         | 10             |
| Германия (Offizielle Top 100)          | 21             |
| New Zealand Albums (RMNZ)              | 13             |
| Шотландия (Scottish Albums Chart)      | 53             |
| Швейцария (Schweizer Hitparade)        | 11             |
| Великобритания (UK Albums Chart)       | 98             |
| США (Billboard Top Heatseekers Albums) | 18             |

| Чарт (2017)              | Позиция |
| ------------------------ | ------- |
| Australian Albums (ARIA) | 100     |
| Чарт (2018)              | Позиция |
| Australian Albums (ARIA) | 96      |

## Сертификации
| Регион                                                      | Сертификация | Продажи |
| ----------------------------------------------------------- | ------------ | ------- |
| Австралия (ARIA)                                            | Золотой      | 35 000  |
| ^ Данные о тиражах приведены только на основе сертификации. |              |         |